# عبا
عِبا (تلفظ عبا بكسر حرف العين.) هي إحدى القرى اللبنانية من قرى قضاء النبطية في محافظة النبطية، تقع في غرب مدينة النبطية مركز المحافظة وعلى بعد 12 كلم عنها، كما تبعد 84 كلم (52.1976 ميلا) عن بيروت عاصمة الجمهورية. تعتبر عبا من قرى الشقيف، وقد تكون التسمية لتوسطها عددا من البلدات والتلال المحيطة من كل الجوانب فشرقاً عدشيت وجبشيت وحاروف وشمالاً الدوير وأنصار وغرباً الزرارية وجنوباً بريقع والقصيبة وهي على حدود مشتركة مع كل هذه البلدات.

## الموقع
هي من قرى الشقيف، ويعود هذا التقسيم لزمن حكم الدولة العثمانية، إذ قُسّم جبل عامل (جنوب لبنان حاليًا) إلى قسمين، يفصل بينهما نهر الليطاني، فجنوبي النهر أطلق عليه لفظ «بلاد بشارة»، وشمال النهر قسّم إلى أربعة مقاطعات: مقاطعة الشقيف وقاعدتها النبطية، مقاطعة الشومر وقاعدتها قرية أنصار، ومقاطعة التفاح وقاعدتها جباع، ومقاطعة جزين وقاعدتها جزين. وكان الصعبية - أي آل صعب واصلهم اكراد - حكامًا على مقاطعة الشقيف، وكان المناكرة - آل منكر وأصلهم فقهاء - حكامًا على مقاطعتي الشومر والتفاح، وكان المقدمون حكامًا على مقاطعة جزين.

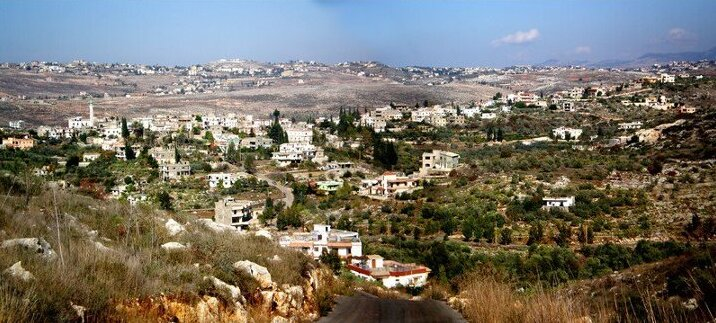
لقطة لبلدة عبا مأخوذة من محلة البلايط على طرف البلدة

وعليه فجعل القرية من قرى الشقيف تجوز، وكذلك جعلها من قرى أقليم الشومر أيضا تجوز بحسب هذا التقسيم، لأن غرب النبطية تابع لإقليم الشومر، وعبا واقعة في غرب النبطية، بالإضافة إلى وجود وثيقة تاريخية عليها إمضاء مختار بلدة عبا السيد خليل أبو دلا مع جملة من مخاتير المنطقة مرفوعة إلى الوالي العثماني سنة 1880 تفيد بأن بلدة عبا من أقليم الشومر.
حاليًا تعتبر عبا من قرى قضاء النبطية، الذي هو مع قضاء حاصبيا ومرجعيون وبنت جبيل يشكل محافظة النبطية، بحسب المرسوم 253 الصادر في 4 فبراير 1983 عن الحكومة اللبنانية،  وكانت من قرى قضاء النبطية أيضًا قبل هذا المرسوم عندما كان هذا القضاء مع أقضية جنوب لبنان، يشكلون محافظة لبنان الجنوبي.
وقبل هذا وذاك، فالقرية من قضاء صيدا سنة 1932، عندما كان جنوب لبنان منقسما إلى أربعة أقضية، قضاء صيدا، وقضاء صور، وقضاء مرجعيون، وقضاء جزين، وعليه ففي قاموس لبنان، «عِبّا: تابعة لمديرية النبطية من محافظة صيدا».

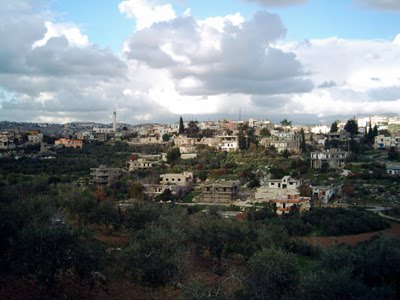
لقطة لبلدة عبا مأخوذة من محلة بيدر بيت القاووق

## الحدود والمساحة
يحد القرية من الشرق بلدتا: جبشيت، وحاروف؛ ومن الشمال بلدتا: الدوير وأنصار)، ومن الغرب قلعة ميس، وبلدة الزرارية، ومن الجنوب: بلدات بريقع، والقصيبة وعدشيت الشقيف. أكثر أراضيها في النواحي الغربية والجنوبية من البلدة، بخلاف الناحية الشمالية الشرقية فحدود بلدة الدوير العقارية على مشارف أبنية البلدة. مع انفراج لا بأس به في أراضيها من الناحية الشمالية الغربية باتجاه بلدة أنصار. وهي مع بلدة جبشيت على التناصف في المساحة الواقعة بينهما من الناحية الشرقية، والشرقية الجنوبية، وقد ابتدأاختلاط البيوت بين القريتين.
أول مسح عقاري جرى للبلدة من قبل الحكومة اللبنانية تم عام 1949، وتقدر مساحتها بحوالي 7,420 دونم أي 7,42 كم مربع. حوالي 35% من مساحة البلدة عامرة بالأبنية والمؤسسات والباقي موزع بين أراضٍ زراعية وأراضٍ مشاع وأراضي الوقف، وتشكل الأراضي المزروعة 55% من حدود البلدة، يليها 1258 دونم تابع للأوقاف الإسلامية،  في حين يقدر طول شبكة الطرقات بحوالي 35 كم طولي.

## أصل التسمية والمعنى

### الاسم
الاسم مؤلف من ثلاثة أحرف: عين مكسورة، وباء مشددة مفتوحة، وآخرها ألف. وهو الشائع على الألسن في القرية والجوار، والموجود في سجلات الدولة من إخراجات القيد، والهويات، والجوازات الرسمية، والموجود في غالب الكتب التاريخية، التي ذكرت اسم القرية. وقد أورد الشيخ يوسف البحراني المتوفي سنة 1187 هجري، عند تعداد أسماء قرى جبل عامل، أورد الاسم «عِبّه» بالهاء بدل الألف، وهو خطأ،  إذ «لم نسمع من تلفظ باسم القرية منتهيا بالهاء، ولم نرَ الاسم المنتهي بالهاء في غيره من المصادر. ومنه تعرف عدم صحة ترديد الاسم بين انتهائه بالألف وبين انتهائه بالهاء»، كما ذهب إليه السيد محسن الأمين،  ولعل ترديد السيد الأمين لما وجده في كشكول البحراني.

### معنى الاسم
نشرت مجلة العرفان، عن مجلة المشرق الغراء، التي يصدرها الآباء اليسوعيون في بيروت، أسماء القرى اللبنانية السريانية، للخوري إسحاق أرملة. وذكر:«
أن اسم "عِبّا" سرياني، معناه غاب، أي الغابة».
وفي مجلة العرايس،  نقلا عن كتاب «معجم أسماء المدن والقرى اللبنانية» لأنيس فريحة ص 112 :
« عِبّا-ubba، أرجح أنها الوسط والنصف، والقسم الداخلي في الغابة "العِبّ" وقد تكون تحريف aba الأجمة والحرش».

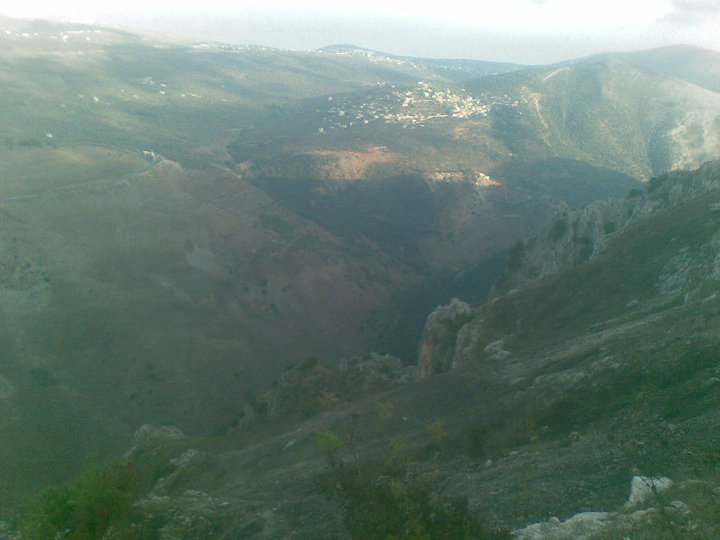
أحد الأودية المحاذية لبلدة عبا ويعرف بوادي جهنّم

وفي نهار الشباب  مقال لجورج حايك فيه: « أن لفظ عِبّا تحريف لكلمة "عِبّ"، وقد سميت القرية بذلك لوقوعها بين جبلين، بحيث تبدو للناظر وكأنها صدر امرأة».
وكذلك ورد في نهار الشباب مقال لفرج الله ديب، ردا على مقالة جورج حايك المتقدم، وفيه: «أن لفظ عِبّا وألفاظ قرى أخرى "عابه وعبيه" في لبنان و"عباه في بيسان فلسطين" و"عبايات في منطقة البيضاء اليمنية" مرتبطة باسم عشيرة أو عائلة "عبّو"، ومنها الأب سليم عبّو».
ملخص مختلف النظريات حول اسم البلدة، تفيد بأن كلمة «عِبّا» إما كلمة سريانية "ܥܒܐ" وقد تعني الشيء الغليظ أو الكثيف بتشديد الباء أو الغابة أو الضب بدون تشديد، وإما عربية مشتقة من «العِبّ»، وإما مرتبطة باسم قبيلة أو عائلة «عِبّو»، على أن الاحتمال الثالث ضعيف لعدم وجود نص تاريخي ولا أثر طبيعي يدل على وجود سكنى لعائلة «عِبّو» في قرية«عِبّا»، والذي ينفي الاحتمال الثاني عدم وجود لفظ عربي بكسر العين من «عَبّا». ولفظ «العِبّ» كلمة عامية تستعمل بمعنى وسط الشئ وداخله، ومنه أطلق على صدر المرأة لفظ «العِبّ». ولا أصل فصيح له، لأن «العُبّ» بضم العين بمعنى الجيب أو شق القميص، وهو في اللغة بمعنى الرُدن، وفي قاموس ردّ العامي إلى الفصيح، :« والعُبّ مشددة في اللغة : الرُدن، واستعمله العامة في صدر الثوب إلى ما تحت الإبط، حيث لا أردان للثوب، ثم قالوا لكل ما يدخل فيه الشئ من شيء آخر : دخل في عُبّه ، على التعميم»، وعليه فلفظ «العُبّ» بالضم فصيح ولم تشتق منه كلمة «عِبّا» بالكسر لاختلاف الحركتين، وما هو بالكسر «العِبّ» فكلمة عامية في زماننا ولا يعقل اشتقاق كلمة «عِبّا» منه، لان اسم القرية أقدم منه.
واستبعاد الاحتمالين الأخيرين يقوّي الاحتمال الأول بأن الكلمة سريانية، ويؤيده كثرة الأسماء العلَمية السريانية للقرى العاملية، بل واللبنانية.

## في التاريخ

### المحتويات الأثرية

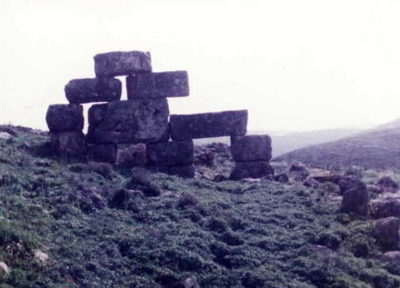
العتبات في بلدة عبا

تحوي عبا على عدد من الآثار القديمة، منها:
- قال حسن نعمة:[18] « وفي البلدة آثار قديمة خاصة في محلة العتبات ، كما ظهر في البلدة وأثناء تسوية أرض أحد الاهالي وسط البلدة مغاور قديمة ، وفيها فخاريات وخناجر وخرز ومسامير، تعود إلى العصر البرونزي، 2300/1900 ق. م.».

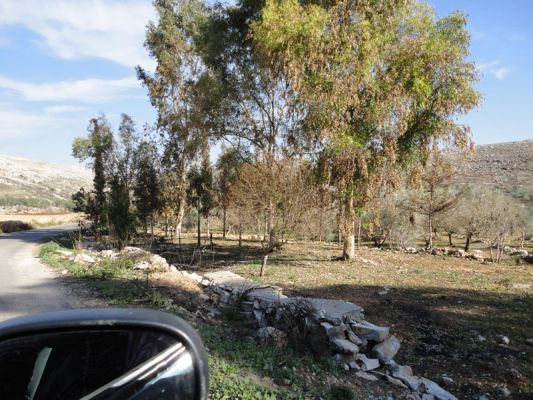
عين الحاج حسن الواقعة على الطريق الموصلة من الزرارية إلى عبا

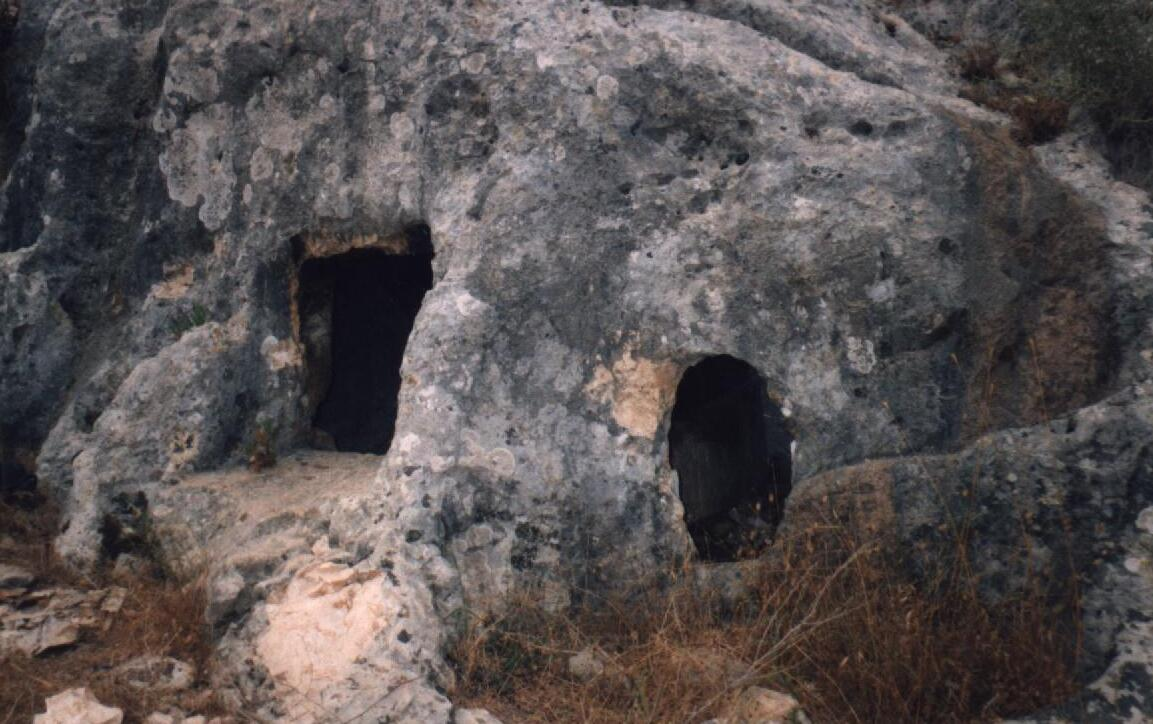
الخشاخيش الواقعة على مقربة من عين الحاج حسن وهي عبارة عن مدافن قديمة

- وفي نفس المصدر السابق:[19] « ومن عيونها : عين الفوقا، عين البيارة، عين جديد، عين الحاج حسن»انتهى. والاصح: (عين الجديدة).
  - وفي كتاب محافظة النبطية:[20] (فيها نبع عين الفوقا).
  - وفي دليل الهاتف لبلدة عبا:[21] « تحوي بلدتنا ست عيون مائية وهي : عين السفلى، عين الجديدة ، عين الفوقا، عين الحاج حسن، عين البيارة، وعين جواد».

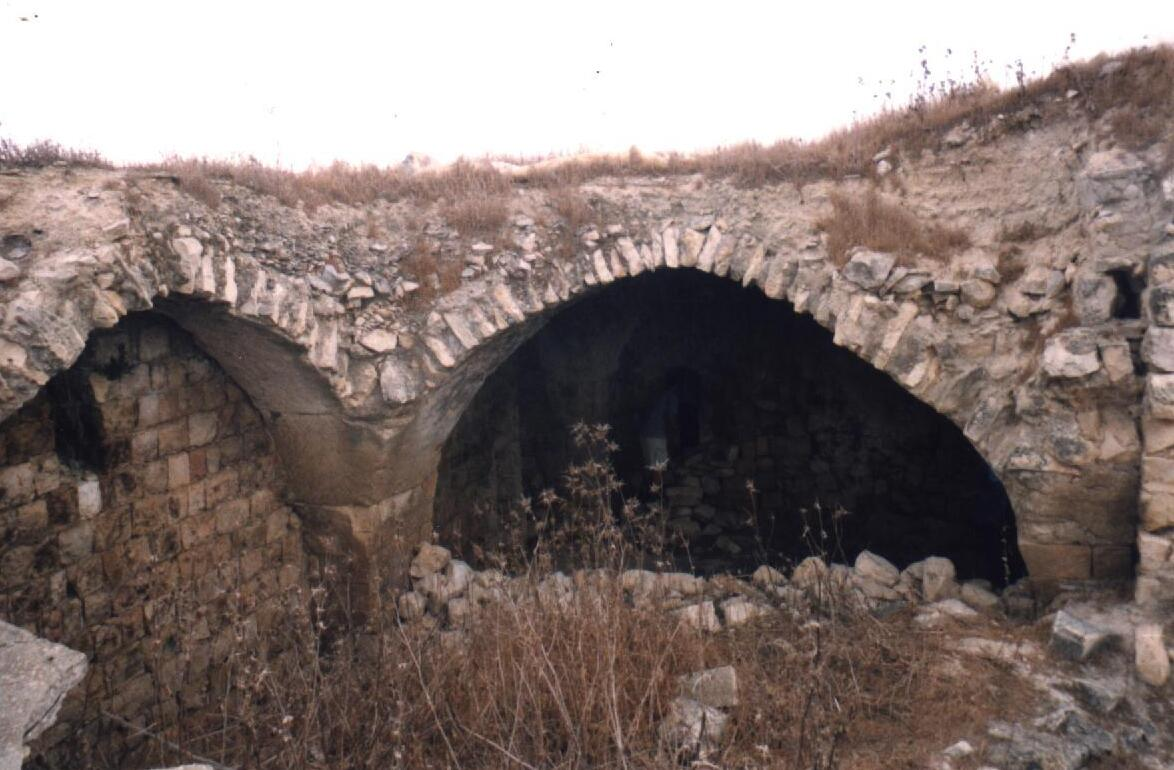
قلعة ميس الواقعة على الحدود بين بلدة عبا وبلدة أنصار وهي اليوم خراب ومهملة من قبل الدولة اللبنانية

- وفي شمال البلدة بئر يسمى (بئر أبو خاشوقة)، والخاشوقة ملعقة من خشب لتحريك الطبخ في القدر، وهو بئر قديم على جانب طريق يسمى (السلطانة) وهو تحريف (السلطان) ومن المظنون أن هذا الطريق قد شق في زمن السلاطين العثمانيين بين الساحل والجبل. وحبذا لو تقوم لجنة متخصصة بلدية أو حكومية للكشف على ماهية الآثار في منطقة العتبات.
- يوجد بقايا حصن أو برج حجارة ضخمة، وآبار مياه، كذلك خزان كبير للمياه وأجران محفورة في الصخر، وذلك في محلة «العتبات» غرب البلدة، بالإضافة إلى بعض المغاور المدفنية في داخل الصخور.[22]
- قلعة “ميس” أو “قلعة أبي الحسن”. تطل قلعة ميس، القائمة على مرتفع لا تقل مساحته عن عشرة دونمات، على بقاع واسعة من الجنوب وقرى “عاملة”. وتقع على تخوم عـبّا من ناحية الغرب. ويمكن من القلعة رؤية بعض قرى صيدا والنبطية وصولاً إلى قلعة الشقيف؛ وقرى تبنين والقطاع الأوسط. وكيفما تدور في أرجاء الحصن، تكتشف من ارتفاعه خبايا جبل عامل وتلاله ونتوءاته.

### عبا أيام الاحتلال الإسرائيلي
بلدة عبا كغيرها من القرى اللبنانية والعاملية عانت من الاحتلال الإسرائيلي في العام 1982 م، فقد حوصرت القرية عدة مرات  وتم تنظيم حملات اعتقال للعديد من الشبان  واقتيد المعتقلون إلى معتقل أنصار، كما تعرّضت إحدى الدوريات الإسرائيلية لعملية نوعية على تخوم بلدة عبا (في منطقة السموقة) مما أدى إلى شنّ حملة عسكرية على البلدة سقط فيها شهيد وأربعة جرحى.
وبعد الانسحاب الإسرائيلي من أجزاء من الجنوب بقيت البلدة تتعرض للقصف من وقت لآخر.
ففي العام 1993 وفي عملية تصفية الحساب التي شنتها القوات الإسرائيلية على جنوب لبنان تعرضت البلدة للقصف ودمّر فيها عدّة منازل، كما تعرّضت إحدى سيارات الإسعاف التي حاولت نقل المصابين إلى القصف أيضا.
وفي العام 1996 وفي عملية عناقيد الغضب، تكرر القصف على البلدة وهذه المرة بالإضافة إلى تدمير بعض المنازل وتضرر العديد منها، واستهدف القصف الجوي الشاب يوسف ذياب في سيارته فاستشهد في منطقة عين الفوقا.
أما في العام 2006 وفي الحرب التي أصبحت تعرف بحرب تموز فقد استهدف القصف البلدة من كافة جوانبها، فقد قُصفت منطقة رأس الدوري في البلدة مما أدى إلى اشتعال حرائق، كما قُصفت منطقة القصر، وتعرضت قلعة ميس أيضا لقصف جوي، وتناقلت وكالات الأنباء أخبارا عن إسقاط طائرة استطلاع على أطراف البلدة. وقد توفي في هذه الحرب جراء القصف السيد أبو علي ترحيني والحاج علي جفال (أبو رامي).

## المعالم الدينية في عبا
رغم العديد من الأفكار والاتجاهات التي اجتاحت منطقة جبل عامل (الاتجاهات المادية والحركات اليسارية) ما زال الرابط الديني مؤثّرا بشكل بليغ في الروابط بين أبناء القرية، وليس أدلّ على ذلك من اجتماع الناس في الأفراح والوفيات والمناسبات الدينية على اختلاف مراتبهم ومستوياتهم.
وفي البلدة العديد من المعالم الدينية نذكر منها ما يلي:

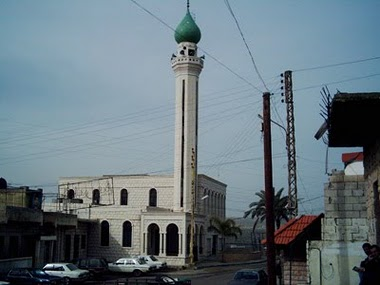
جامع الإمام علي بن أبي طالب في بلدة عبا

- المسجد الجامع الواقع في الساحة العامة، وهو الجامع الأساس في القرية وفيه تقام الصلوات جماعة، وعند مدخله يوجد ضريح السيد محمد علي آل إبراهيم [26]

ويلتصق بالجامع مباشرة قاعة كبيرة تُقام فيها مراسم العزاء في عاشوراء.
وأمّا الحسينية (أو النادي الحسيني) فهي الدور الثاني من القاعة المذكورة.
والجامع مع الحسينية المجاورة له بالإضافة إلى القاعة الرحبة يشكلن بناء مستقلا ترتفع عليه مأذنة شاهقة يمكن رؤيتها من مسافات بعيدة نسبيا عن القرية، وقد تم تشييد جدران هذا البناء من الحجر الصخري.
- الحسينية القديمة: وهي مهجورة الآن وليس فيها نشاط يُذكر، وهي واقعة في الساحة العامة فوق بعض المحال التجارية الموقوفة، ومؤلفة من غرفتين، مساحتها صغيرة وقد كانت تستعمل كمكتبة عامّة في فترة سابقة، كما استُعملت كمبنى مؤقت للمدرسة الرسمية في بداياتها.
- حسينية النساء القديمة (المصلّى): وهو بناء قديم نوعا ما، موقوف للصلاة على الأموات، وقد استُعمل في الماضي ولمدة طويلة كحسينية للنساء في البلدة حتى تاريخ بناء الحسينية الجديدة للنساء. يُستغل في بعض النشاطات البلدية والكشفية.

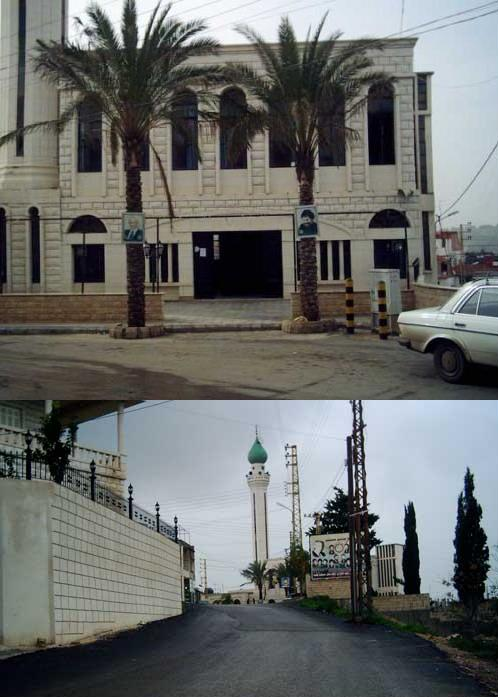
الطريق المؤدية إلى الجامع والحسينية، ومدخل الجامع الحالي

- حسينية النساء الجديدة: وهو بناء جديد، يقع مباشرة بالقرب من الحسينية القديمة للنساء، وقد تبرّع بالأرض بعض الخيرين من أبناء البلدة. ويقع البناء في طابقين: الدور الأول ويُستعمل كمغسل للأموات وهو مجهّز لذلك. والدور الثاني عبارة عن قاعة رحبة واسعة لإحياء المناسبات الدينية للنساء.
- جامع الإمام علي في منطقة رأس الدوري: وهو بناء حديث، شاده الحاج محمد قاووق على نفقته الخاصة، وأوصى أن يُدفن مع زوجه في حجرة مجاورة للجامع وهكذا كان.
- جامع آل العميص: ويقع في أحياء القرية القديمة، وهو قديم تم تجديد بنائه في ثمانينات القرن الماضي، وهو صغير المساحة مؤلفمن قاعة صغيرة للصلاة مع خدمات محدودة للوضوء، وتحيط به الدور السكنية، ويصلي فيه بعض القاطنين بجواره.
- جامع الإمام الحسن في حي البيدر: وهو أحدث جامع تم بناؤه.
- ويوجد على اطراف القرية بين منطقة القصر وخلّة اللبوة، جامع صغير محاط بالأراضي الزراعية مؤلّف من غرفة واحدة تبرّع ببنائه الحاج أبو علي يونس (التحرّي)
- النبيّة: وهو بناء قديم متهالك سقط أكثره وأصبح خرابا ونبتت فيه الأشجار. ويقع على تخوم حي الساحة القديمة وعلى مقربة من البركة.

والظاهر انه كان منزلا لإحدى النساء الصالحات، أو انه ضريح لها. ومؤخرا حوالي عام 2011 تم إعادة تشييده وترميمه على نفقة الحاج أبو أسد حريري وذلك بإشراف البلدية ورئيسها آنذاك. ويروي كبار السن عنها العديد من الكرامات التي لا مجال للتأكّد من صحتها بسبب تقادم الزمن عليها ووفاة جميع المعنيين بها. ومن هذه القصص المروية عن بعض الوجهاء في القرية، انه طلب من مساعديه إحضار الحطب له للتدفئة من الأشجار النابتة في محلة النبية. وعند إضرام النار في الحطب بدأت يداه تؤلمانه وأخذ الألم يشتد عليه حتى توفي بعد أيام. وقد أصبح لهذه القصة وغيرها من القصص المشابهة بالغ الأثر في نفوس أهل القرية، وقد لوحظ أحيانا أن بعض السكان المجاورين لل«نبية» يضيئون شموعا بالقرب من البناء وذلك في ليالي الجمعة لسبب غير معروف.

## السكان- لمحة تاريخية

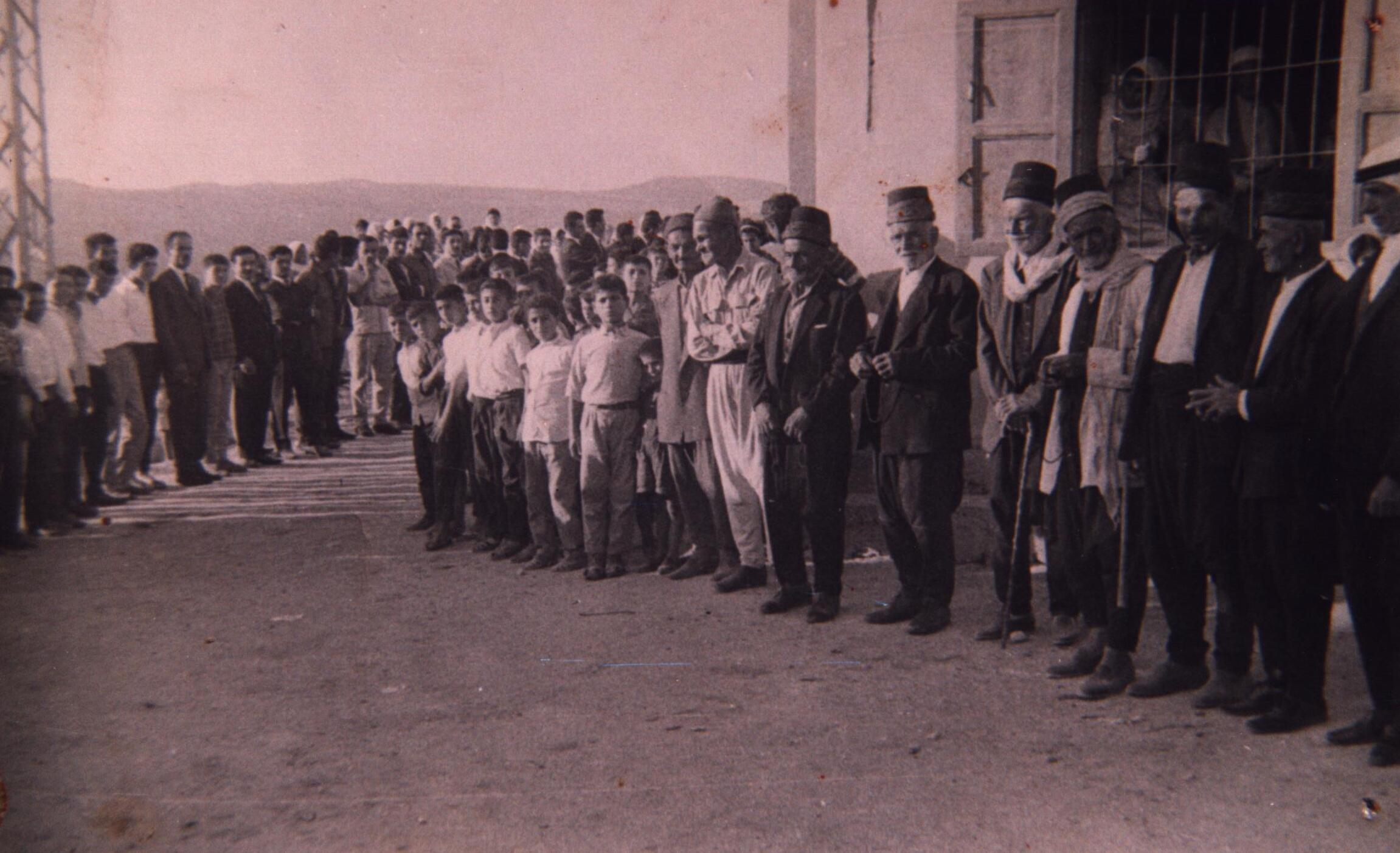
صورة لأعيان بلدة عبا في خمسينيات القرن الماضي في الساحة العامة

في سنة 1932 ميلادي تم إحصاء، وكان عدد سكان البلدة (127) نسمة، وكان سليم بطرس أوسايوس من عداد المشرفين على الإحصاء.
وفي مجلة العرفان، نتائج الإحصاء الذي تم سنة 1932 تحت إشراف الحكومة الفرنسية، وأن عدد سكان البلدة (563).
وفي قاموس لبنان، : أن عدد سكانها هو (320) نسمة.
وفي كتاب محافظة النبطية (سنة 1998 م) ، أن تعداد سكان بلدة عبا (6500)نسمة، وأن الناخبين منهم (1283)، والناخبات (1336).

### عائلاتها
أسماء العائلات القاطنة في بلدة عبا
| - ترحيني: وهم سادة أشراف يرجع نسبهم للإمام موسى الكاظم - قاووق - حريري (وأصلهم من بلدة دير قانون النهر) - يونس (و هم سادة أشراف يعود نسبهم إلى آل صفي الدين في قرية شمع - قضاء صور) - ذياب - صفا - معنقي (وأصلهم من القرى السبع) - مرعي - سلامة - آل إبراهيم (وهم سادة أشراف أصلهم من النميرية والكوثرية) - عميص - معلّم (وأصلهم من بلدة كفررمان) - فحص (وهم سادة أشراف) - حريبي - عوالي (وأصلهم من بلدة تولين) | - عز الدين - نور الدين - كلوت - حجازي (وأصلهم من بلدة محيبيب) - عثمان - علوية - الحسيني (وهم فرع من آل إبراهيم) - السيد - السيد علي (وهم فرع من آل ترحيني) - حسون (أو حسونة وهم عبارة عن عائلة واحدة فقط من أصل فلسطيني) - برجاوي (وأصلهم من القرى السبع من هونين) - خليل - صالح - سبيتي |

## متفرقات من البلدة

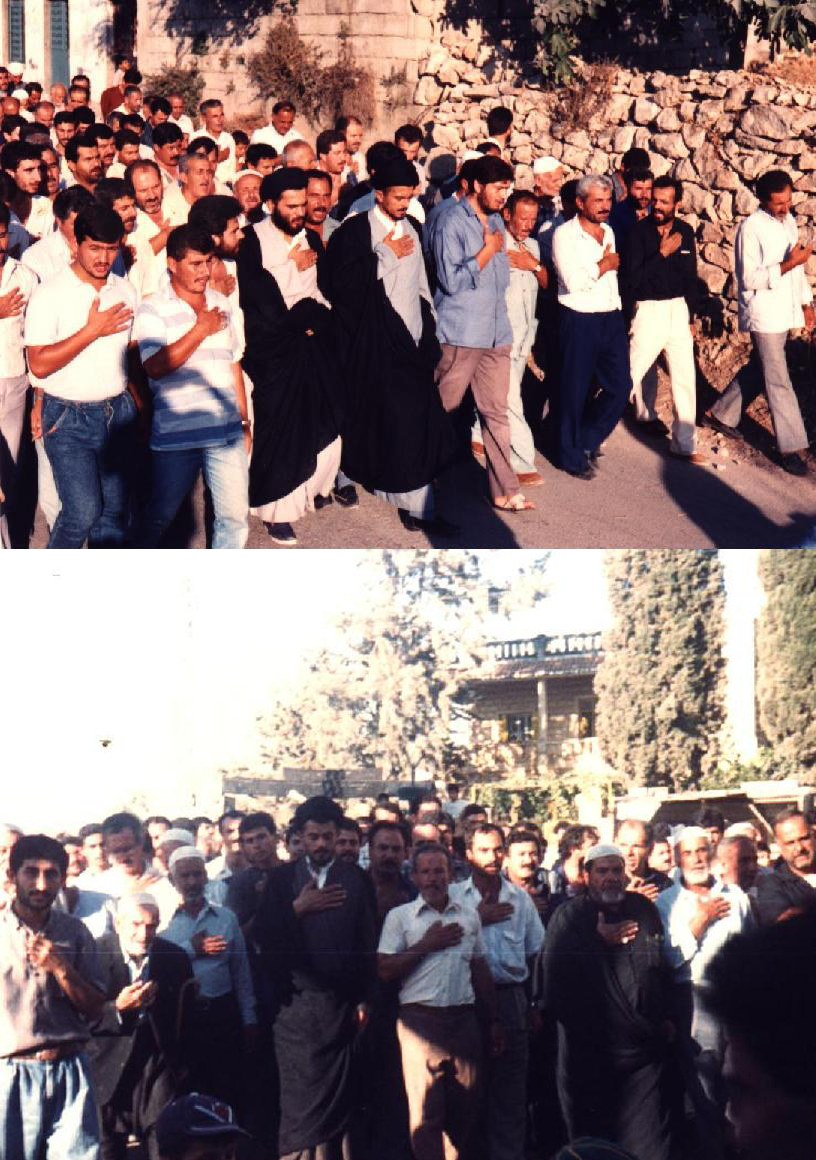
تجمعات دينية في بلدة عبا في الأعوام 1989-1991

- عدد سكان عـبّا حاليا (سنة 2011 م) حوالي سبعة آلاف نسمة أكثرهم من ساكني البلدة صيفاً وشتاءً.
- وتحتوي عـبّا على حوالي ألف (1000)وحدة سكنية وعلى أكثر من مئة (100) من المحال التجارية والصناعية.
- كما تتميز عـبّا بنسبة المتعلمين بين أبنائها : 150 مدرسا رسميا وخاصا و10 موظفيين إداريين وأكثر من 50 مهندساً و20 طبيباً وصيدليا وقاضيا واحدا و5 محامين و15 عالم دين و200 من حاملي الإجازات في كافة الاختصاصات[35]
- وتتميز أيضاً بساحتها التي تقع في الوسط بين أحيائها والتي تحتوي على المسجد الجامع والحسينية وأكثر المحال التجارية.
- كما يوجد في عـبّا صرحان تربويان يضمان أكثر من ألف تلميذ وتلميذة هما مدرسة عـبّا الرسمية وثانوية التنشئة الجديدة.
- يوجد مستوصف تابع لوزارة الشؤون الاجتماعية.
- ترتفع عن سطح البحر في أعلى نقطة فيها بحوالي 300 مترا
- تحوي البلدة على خمس معاصر للزيتون
- وفيها محطتان لبيع الوقود
- وفيها أيضا «مجلس الجبل» حيث يحلو السهر صيفا و«شاتو كافيه»

## الزراعة
القطاع الزراعي ويقوم على تربية الحيوانات الداجنة وتربية النحل وزراعة النصوب واشجار الزينة بالإضافة إلى الزراعات التقليدية التي تشتهر بها معظم قرى جبل عامل، ولكن ما يميز عبا عن القرى المجاورة نبات الصبار بحيث تكاد تكون هذه النبة شعار البلدة.

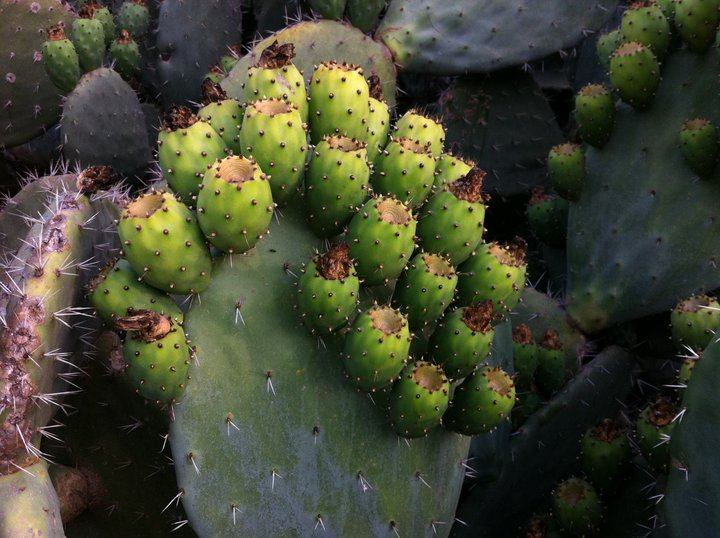
نبتة الصبار، أصبحت شعارا لبلدة عبا

### تربية الحيوانات
تراجعت تربية الحيوانات كثيرًا خلال السنوات العشر الأخيرة وباتت تقتصر على عدد قليل من الابقار والدجاج وتضم الثروة الحيوانية حوالى 60 إلى 70 رأسا من البقر وعددا لا باس به من طيور الدجاج والحمام تربى عادة في البيوت البعيدة عن وسط القرية ويكاد يسجل انقراض تربية الماعز والاغنام في البلدة ما خلا بعض البيوتات التي تقوم بتربية بعض رؤوس الاغنام والماعز في مواسم معينة للاستهلاك الخاص.

### تربية النحل
ازدهرت تربية النحل كثيرًا في الآونة الأخيرة بعد تكثيف الدورات التدريبية للنحالين واهتمام الجمعيات الأهلية والحكومية بهذه العملية، وأصبحت تربية النحل، وتجارة العسل عملا امتهنه عدد لا بأس به من المزارعين في القرية ويقدر عدد قفران النحل في القرية بألف قفير تنتج سنويًا ما يقارب عشرة اطنان من العسل الطبيعي. ويصدر معظمه إلى خارج البلدة. وكما بدأت تظهر في الآونة الأخيرة بعض الادوية والكريمات المصنوعة من العسل والاعشاب الطبية. ويقوم بترية النحل في القرية حوالي 40 نحالا يستثمرون في هذه العملية ما يقارب 300-400 ألف دولار.

### المزروعات
تتعدد المزروعات في بلدة عبا بفضل مناخها المعتدل وقربها من سطح البحر وتنوع تربتها بين التربة الحمراء والتربة السوداء والتربة الكلسية. وتعتمد المزروعات بشكل أساسي على مياه الأمطار بالإضافة إلى مياه الري من الابار الارتوازية التي أصبحت تناهز العشرة ابار.و تتنوع المزروعات وتتعدد وأهمها :

#### المشاتل الزراعية
في عبا حوالي 15 مشتلا تضم أكثر من 3 ملايين شتلة موزعة على مئات الاصناف المتنوعة بين الاشجار المثمرة كالحمضيات والرمان والتين والكرمة وأشجار الزينة كالحور والصفصاف والكينا بالإضافة إلى شتول الزينة الداخلية والخارجية ولم تعد المشاتل تعتمد على ما تنتجه محليا بل أصبح البعض يعتمد على التجارة أكثر من اعتماده على الزراعة وذلك عن طريق استيراد الاشجار المهجنة من إيطاليا وتنسيقها وإعادة بيعها في المنطقة. وقد ادخل إلى هذه الزراعة أبرز التقنيات التي من شأنها تطوير هذه الزراعة، فاعتمدت الادوية والمبيدات والاسمدة والبيوت البلاستيكية على نطاق واسع واعطت نتائج جيدة، هذا ويبلغ رأس الما ل المستثمر في هذه الزراعة حوالي مليون دولار تقريبا 

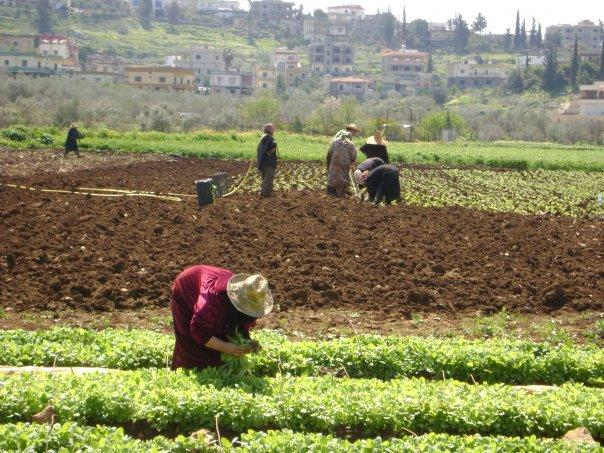
زراعة التبغ، المعقّدة والمتعبة والمضرّة

#### زراعةالتبغ
انتشرت زراعة التبغ في لبنان منذ القرن الماضي، انّما بقي انتشارها محدودا بسبب سيطرة الزراعات المعيشية التي يرمي المزارع من ممارستها إلى تأمين حاجاته الرئيسية من مأكل وملبس ومؤونة.
اما اليوم فانّ زراعة التبغ تخضع للترخيص المسبق ولاشراف إدارة حصر التبغ والتنباك اللبنانية (الروجي)التي أنشئت عام 1934.
وقد انتشرت هذه الزراعة بسرعة فائقة بسبب ملائمة التربة والمناخ في هضاب جبل عامل ولأسباب بشرية واقتصادية كالزيادة الكبيرة في عدد السكان وضيق مجالات العمل خصوصا وانّ هذه الزراعة تتطلب الكثير من الايدي العاملة الرخيصة.لذلك نجدانّ الأسرة بجميع أفرادها الرجل والمراة والأولاد حتى الأطفال دون سن العشرة سنوات تعمل فيها على مدار السنة.كما ساهم في انتشارها أيضا انخفاض إنتاجية الحبوب وعدم وجود زراعات بعلية بديلة وذات جدوى اقتصادية اضف إلى ذلك اطمئنان المزارعين لسهولة تصريف الإنتاج عبر إدارة حصر التبغ والتنباك. ولقد تراجعت زراعة التبغ بين عامي 1975 و1990 بسبب الحرب الأهلية وتوقف إدارة حصر التبغ والتنباك عن استلام المحاصيل ولكن بعد انتهاء الحرب وعودة إدارة حصر التبغ والتنباك إلى الاشراف على هذه الزراعة واستلام المحاصيل بأسعار تشجيعية توازي اضعاف السعر العالمي وذلك لأسباب وطنية تتعلق بدعم صمود سكان الجنوب في أرضهم.
ويبدو أنّ استمرارية هذه الزراعة في المستقبل مرهونة باستمرار الدعم وشراء المحصول بأسعار تشجيعية وإعطاء المزارعين الضمانات الاجتماعية والصحية الضرورية.

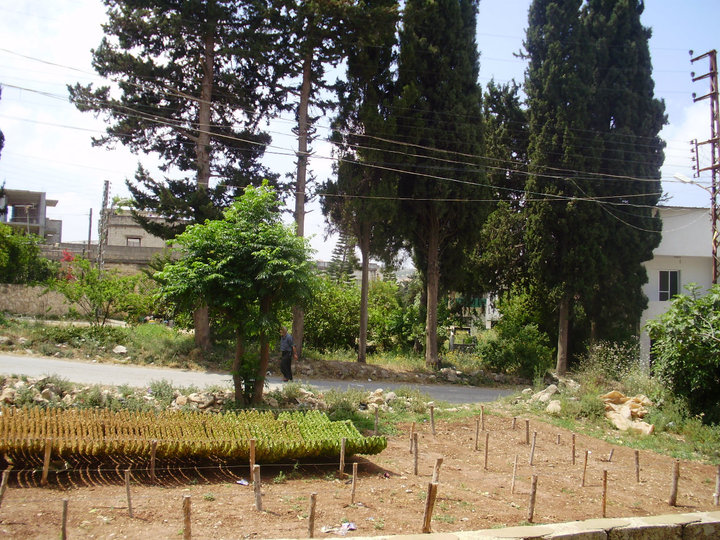
أحد مراحل تجفيف التبغ لتجهيزه للتصنيع

امّا على صعيد بلدتنا عبّا فتبلغ المساحة المزروعة بالتبغ حوالي 400 دونم. تعطي سنويًا ما يقارب 100 طن وهي موزعة على أكثر من 100 عائلة وتؤمن مدخولا سنويًا يقدر ب 600 إلى 800 الف دولار تساهم مساهمة فعالة في رفع قيمة الدخل الفردي في القرية.

#### زراعةالزيتون
تعتبر زراعة الزيتون من أهم الزراعات البعلية الصناعية في هضاب جبل عامل. وتعتبر شجرة الزيتون من الأشجار المعمّرة وتمتاز بتقلّب إنتاجها السنوي تبعا لكمية الأمطار المتساقطة.
وفي قرية عبّا أصبحت شجرة الزيتون تغطي معظم التلال والمنخفضات وتستحوذ على اهتمام المزارع حتى انّك تكاد لا تجد عائلةً لا تملك حقلاً من الزيتون. وتعطي هذه الشجرة إنتاجاً وفيراً من الزيتون الّذي يستهلك جزء منه على حالته ويحوّل الجزءالآخر إلى زيت بواسطة خمس معاصر أنشات لهذه الغاية. وتُقدّر مساحة الأرض المزورعة بالزيتون بحوالي ثمن مساحة البلدة (أي حوالي 93 هكتارا = 930 دونما)، ويقدّر عدد أشجار الزيتون في القرية ب 23250 شجرة (أي بمعدل 250 شجرة للهكتار الواحد)، وتعطي حوالي 350 طنا من الزيتون سنويًا (بمعدل 15 كيلوغرام للشجرة الواحدة سنويا). يستخدم منها سنويًا حوالي 35 طنا للأكل والتخليل والباقي أي 315 طنا من الزيتون يتم تحويله إلى زيت فيعطي ما يقارب 65 طنا من الزيت (أي بمعدل 200 غرام زيت لكل كيلوغرام زيتون معصور). وتؤمن هذه الزراعة البعلية دخلا سنوياً للبلدة يقدّر ب 500-600 ألف دولار.

#### زراعةالحبوب
تتميز الحبوب بانَّها من الزراعات البعلية التي تعتمد على مياه الأمطار وتمتاز أيضاً بتنوعها. ففي القدم كانت حقول القرية تزرع بحبوب الباقية والكرسنة التي انقرضت زراعتها هذه الأيام بسبب ضعف الثروة الحيوانية، بالإضافة إلى حبوب القمح والشعير والذرة والسمسم التي لا تزال موجودة ولكن بشكل ضعيف بسبب عدم جدواها الاقتصادية وانخفاض أسعار الحبوب وارتفاع كلفة إنتاجها.

#### زراعةالصبار
نبتة الصبّار من النبتات الصحراوية التي تقوم بتخزين الماء في جذورها لفترات طويلة. وقرية عبّا من القرى المشهورة بهذه النبتة بحيث لا يزال أهل القرى المجاورة يتخذون من هذه النبتة علامة وشعاراً لبلدة عبّا.
وانّى ذهبت في القرية ترى هذه النبتة تشكل سياجاً طبيعياً للحقول. ولزراعة الصبّار أهمية اقتصادية كبيرة في القرية فتنتج عبّا حوالي مليون كوزا من الصبّار سنويًا وتؤمن للمزارعين دخلاً سنوياً يقدر ب 100 الف دولار

## التعليم

### الكتاتيب

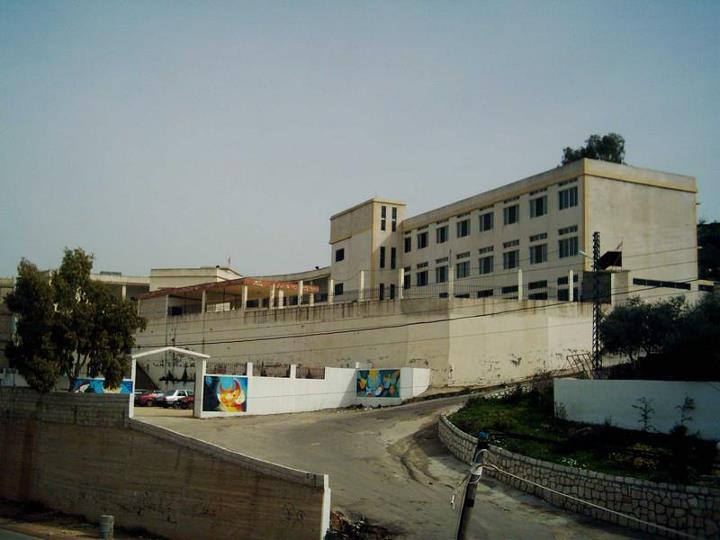
مدرسة عبا الرسمية المختلطة المتوسطة باللغتين الفرنسية والإنكليزية

علّم في كتاتيب البلدة في نهاية العهد التركي وبداية الانتداب الفرنسي كل من:
1. الشيخ إبراهيم حريري (1860م) وهو من بلدة دير قانون النهر.
2. بعده جاء الشيخ علي كلوت وهو شقيق الشيخ قاسم كلوت الذي كان مختارا للبلدة آنذاك ويذكر أن الشيخ علي كلوت كان خطّاطا.
3. الشيخ جعفر منصور (من بلدة حداثا) وكانت زوجته تساعده في التعليم.
4. الشيخ داوود حريري وكان شاعرا.
5. الشيخ موسى قاووق وقد كان على جانب من الفقاهة ويقال أن والده أرسله إلى مدرسة حناويه فتعلّم فيها. وكان يساعده في تعليم اللغة الفرنسية الحاج أبو كاظم أحمد مشيمش من كفرصير.
6. الشيخ إبراهيم زهر الدين من برج البراجنة(في العام 1935)، وكان يحب لعب النرد فنهاه السيد محمد علي إبراهيم عنها، فأرسل استفتاء للمرجع الشيعي النائيني يسأله فأتاه الجواب بالحرمة القاطعة.
7. في أوائل الأربعينات حضر الشيخ بهيج هزيمة (فلسطيني الجنسية).
8. ثم تلاه الشيخ خليل ريحان الذي لم يدم طويلا.
9. وآخر شيخ للكتّأب كان الشيخ حسين موسى وذلك في العام 1943 ميلادي.

### مدرسة عبا الرسمية
تقع مدرسة عبّا المتوسطة الرسمية المختلطة في الجهة الشمالية الغربية من بلدة عبًا على مساحة 800 متر ومساحة ملاعب تبلغ حوالي أربعة آلاف متر.
وهي مبنية على أرض مشاع البلدة إذ تم الموافقة عليها بمعاونة مختار البلدة السابق السيد شريف يوسف أسعد ترحيني. يرجع تاريخ تأسيس مدرسة في بلدة عبّا إلى العام 1944 حيث تم افتتاح مدرسة رسمية لم يكن لها مبنى محدد بل كانت عبارة عن غرف يتم استئجارها من الأهالي وتقتصر على معلم منفرد. وفي سنة 1976 قام أهالي البلدة وبإشراف الدولة بتشييد مبنى محدد للمدرسة كان عبارة عن طابق واحد مؤلف من عشر غرف تم بناؤه على حساب الدولة والأهالي ووقف البلدة وقد قام بهندسة البناء مهندسون من البلدة.
ومع ازدياد عدد سكان القرية زاد عدد الطلاب بشكل كبير مما اضطر بمدير المدرسة السابق الأستاذ محسن عبدو ترحيني وبمعاونة الناظر الأستاذ محسن فحص والناظر السيد علي إبراهيم إلى إضافة طابق أول على البناء وذلك بإشراف ومساعدة الدولة وتبرعات الأهالي فأصبح البناء عبارة عن 23 غرفة.
وفي سنة 1986 تنازل المدير السابق عن الإدارة وتم تعيين الأستاذ محسن فحص مديراً للمدرسة.
وبعد الإقبال المتزايد على تعلم اللغة الإنكليزية وتزايد عدد الطلاب قام المدير الحالي بمراجعة المسؤولين في الدولة بوزارة التربية ووضعهم في المستجدات حتى تم الحصول على موافقة افتتاح فرع للغة الإنكليزية من صف الروضات حتى الصف السادس أساسي. وفي سنة 2001 تم أخذ الموافقة على افتتاح المرحلة المتوسطة باللغة الإنكليزية وأصبحت المدرسة تدرس باللغتين الفرنسية والإنكليزية وزاد عدد الطلاب إلى 430 طالباً للعام الدراسي 2000 - 2001. وزاد عدد المعلّمين ليصل إلى 35 معلما ومعلمة.
تتألف مدرسة عبّا الحالية من بناءين : بناء جديد وآخر قديم. البناء الجديد مؤلف من ملعب شتوي وطابقين كل طابق يتألف من خمسة غرف ونظارة. أما البناء القديم فيتألف من الطابق الأرضي المؤلف من تسعة غرف ومطبخ للخدم والطابق الثاني يتألف من أربعة غرف للطلاب والإدارة وقاعة للكمبيوتر التي تم افتتاحها بعد أن صدرت وزارة التربية والمركز التربوي للبحوث والإنماء المنهجية الجديدة والتي من ضمن موادها مادة المعلوماتية فتم تجهيز هذه القاعة بثمانية أجهزة. والمختبر المجهز بأدوات للفيزياء والكيمياء وأدوات لعلوم الحياء بالإضافة إلى مكتبة وغرفة للمعلمين. تقوم المدرسة بنشاطات عديدة خلال المناسبات إذ تقام الحفلات بعيد الام والشجرة ويوم النظافة العالمي وعيد الاستقلال وعيد التحرير وغيرها من الأعياد الوطنية التي يشارك فيها جميع الطلاب من مختلف المراحل. هذا بالإضافة إلى أنه تم تأليف لجنة طلابية ثقافية مهمتها كتابة مواضيع تتعلق بالمناسبات وبالبحوث التي يطلبها الأساتذة ضمن المنهجية الجديدة. كما أن المدرسة خصصت مرشداً صحياً بعد تلقيه الدورات التدريبية التي تؤهله لممارسة هذا العمل داخل المدرسة.

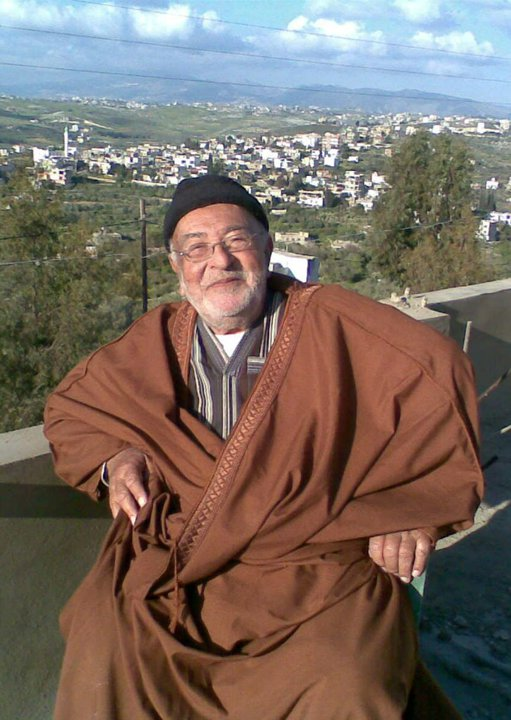
الحاج عبد الحسن عميص الذي ابتدأ معه التأريخ الصحيح للمدرسة الرسمية في بلدة عبا

#### نواة المدرسة الرسمية
1. في العام 1944 ميلادي تأسست المدرسة الرسمية بمعلّم منفرد هو الشيخ أحمد صادق (شقيق الشيخ محمد تقي صادق)، [39] وأعقبه أسد الشيخ (من الدوير) ومعه أبتدأ التعليم باللغتين العربية والفرنسية في المدرسة الرسمية، ثم إبراهيم إبراهيم (من الدوير) ولم يدم طويلا ثم الأستاذ محمد علي شمس الدين فالأستاذ وديع نصر وبعده الأستاذ عبد الحسن عميص الذي ابتدأ معه التأريخ الصحيح للمدرسة الرسمية في بلدة عبا.وكانت المدرسة في غرفة بمنزل السيد عبدو ترحيني. ثم انتقلت إلى الحسينية القديمة العام 1947 م.
2. في العام 1956 م عين الأستاذ علي إبراهيم معلماً أول ثم شُيِّدت مدرسة جديدة بفرع متوسط وعلى حساب الأهالي العام 1976 م.
3. في العام 1997 م أضيف إليها جناح جديد لطلاب اللغة الإنكليزية.
4. أول دفعة سرتفيكا في العام الدراسي (1966/1967 م)، وأول دفعة بريفيه في العام 1985/1986 م.
5. أول طبيب في البلدة السيد يوسف محمد علي إبراهيم (ابن السيد محمد علي آل إبراهيم)
6. أول مهندس في البلدة سالم توفيق ترحيني
7. أول محام في البلدة إبراهيم حريري
8. أول طبيبة في البلدة ندى خليل ترحيني
9. أول صيدلي في البلدة حسن علي يونس

#### مديرو مدرسة عبا الرسمية
| - 1-علي إبراهيم - 2-محمد ترحيني - 3-علي شريف ترحيني | - 4-محسن عبدو ترحيني 1965-1986 - 5-محسن فحص: 1986 - 2016 - 6-رياض ترحيني 2016 - وما زال |

### المكتبة العامة
المكتبة العامة لبلدة عبّا مشروع بادرت إليه مؤسسة الشهيد الدكتور حسام محسن ترحيني منذ انشائها عام 2002 وتقع المكتبة في مركز المؤسسة قرب الساحة العامة.
تحتوي المكتبة على مئات الكتب في شتى الميادين وتخضع الآن لإعادة تأهيل لافتتاحها بدوام دائم امام الزوار.
الصفحة الإلكترونية وصفحة الفايسبوك تم انشاؤهما لمواكبة تأهيل المكتبة ولكي تتماشى المكتبة مع الثورة التكنولوجية في عصرنا الحاضر. تجد في المكنبة مئات الكتب الإلكترونية مصنفة في خمس اقسام رئيسية: القسم الديني، القسم الأدبي، القسم العلمي، القسم التاريخي وكتب ومتنوعة. كذلك هناك قسم مخصص للمعلومات المتعلقة ببلدة عبّا. في كل قسم باب للعنواين المختارة من المكتبة للقراء للمطالعة وباب للكتب المتوفرة إلكترونيا في شبكة المكتبة وباب للوصلات الخارجية للكتب في القسم المعني.

## عبا الرسمية

### البلدية

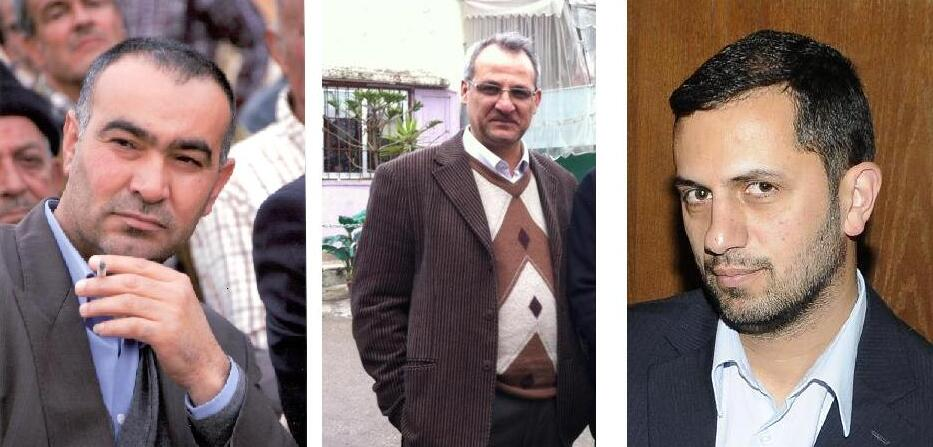
رؤوساء بلدية عبا - من اليسار: المهندس محمود يوسف ترحيني، السيد حسن إبراهيم ترحيني، السيد داوود علي ترحيني

تم إنشاء بلدية في عـبّا في 16 تموز 2003 وذلك بقرار صادرعن وزير الداخلية والبلديات إلياس المر يحمل الرقم 398 وتحت عنوان : إنشاء بلدية في بلدة عبا قضاء النبطية _ محافظة النبطية بناء على المرسوم رقم 10057 تاريخ 17/4/2003 وخلافه وجاء في نص القرار:
إن وزير الداخلية والبلديات يقرر ما يأتي: تنشأ في بلدة عبا - قضاء النبطية في محافظة النبطية بلدية جديدة تعرف باسم بلدية عبا.على أن يكون النطاق البلدي لبلدية عبا هو النطاق العقاري للبلدة.

#### رؤساء بلدية عبا من 2004م وحتى تاريخه
| رئيس البلدية        | الفترة         |
| ------------------- | -------------- |
| محمود يوسف ترحيني   | 2007 – 2004    |
| حسن إبراهيم ترحيني  | 2010 – 2007    |
| داوود علي ترحيني    | 2013 - 2010    |
| إبراهيم قاووق       | 2016 – 2013    |
| محمد عبد الحسن عميص | وما زال – 2016 |

### المختار
أيام السلطنة العثمانية، كانت المخترة تتم بالتعيين، والمتنفذ في البلدة هو الذي يسيطر على هذا المنصب، اما ان يكون هو المختار أو يعين من يراه مناسبا يصب في دائرة خدماته.
وايام الانتداب الفرنسي ابتداءً من عام 1920 م أصبحت المخترة تتم بالانتخاب.
في العام 1998 تم زيادة عدد المخاتير فأصبح للبلدة مختاران.
وفي العام 2010 تم زيادة العدد مجددا فأضحى لبلدة عبا ثلاثة مخاتير.

#### مخاتير بلدة عبا منذ 1863م حتى الآن
أسماء مخاتير بلدة عبا
| - السيد خليل أبو دلّة: أول مختار للبلدة (1863 مـ) - السيد حسن خليل ترحيني (ابن المختار الأول) - الشيخ قاسم كلوت - الحاج حسين محسن قاووق - السيد عبد الله جواد ترحيني (1920 م) - السيد أحمد علي حسين ترحيني (1932 م) - السيد أحمد حسن خليل ترحيني (1940 م) - السيد شريف يوسف علي حسين ترحيني (1949 م) - السيد شريف يوسف أسعد ترحيني (1962 م) - الحاج حسن محسن معلم (1986 م) - الحاج حسن محسن معلم (1998 م) - السيد حسن علي حسن ترحيني (1998 م) | - السيد حسن علي حسن ترحيني (2004 م) - السيد حسين قاسم ترحيني (2004 م) - السيد حسن علي حسن ترحيني (2010 م) - السيد حسين قاسم ترحيني (2010 م) - الحاج حسن محسن معلم (2010 م) - السيد حسين قاسم ترحيني (2016 م) - الحاج حسن محسن معلم (2016 م) - السيد محمد إبراهيم ترحيني (2016 م) |

## ذاكرة البلدة
كتبها : أبو بشّار 

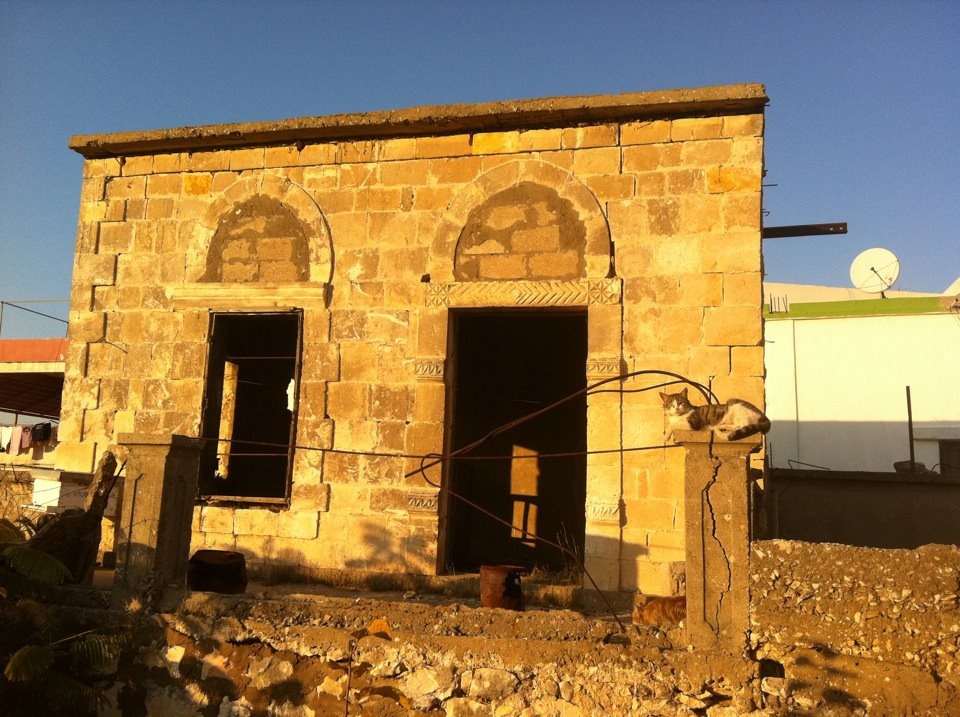
العليّة، لم تكن تخلو منها دار قديمة

تتناول هذه الفقرة ما هو موجود في الوثائق والسفن والصكوك القديمة التي يربو عمرهاعلى مائتي عام.

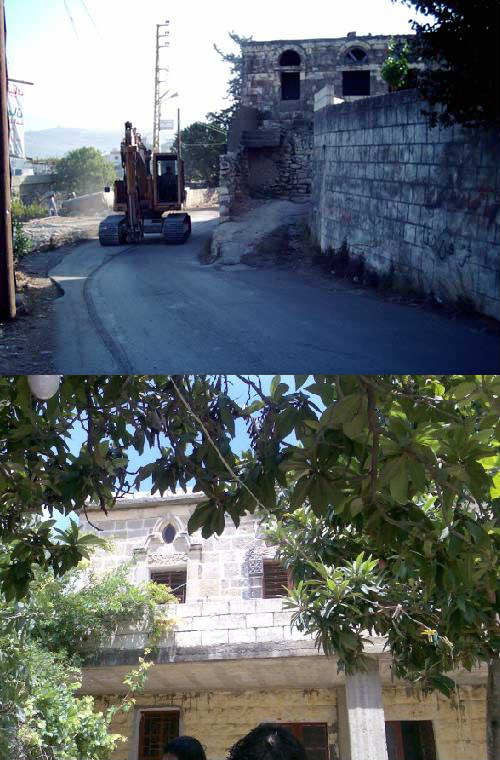
المباني القديمة المبنية بالحجر الصخري في بلدة عبا في طريقها للزوال

### العرايس
وقريتنا شأنها شأن جبل عامل الذي توالت عليه الأمم والحضارات والجيوش، فالنصوب والنواويس والمعاصر في بلدة "العرايس " غربي بلدة عبا خير شاهد على ذلك :
فمدخل البلدة قائما: العتبات فالساحات العامة والمستودعات الكبيرة والآبار العميقة والأجران وبيت العرائس فمركز الحاكم والقصر ومنطقة الدير والبركة الظاهرة للعيان حتى الآن.

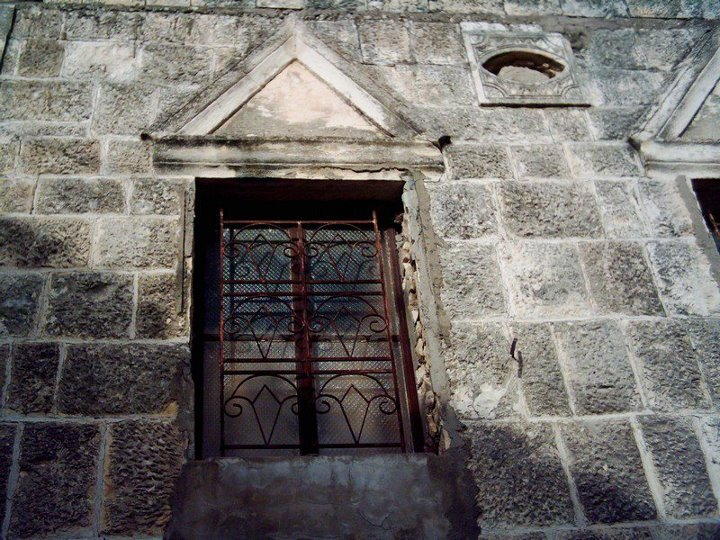
أحد المباني القديمة المبنية بالحجر الصخري في بلدة عبا

وقد وجد أحد الرعاة ليرة ذهبية على بيت خلد في العرايس وهي من نوع «المعزية» نسبة إلى «المعز لدين الله» (931 م-985 م)الحاكم الفاطمي في مصر إذ كانت هذه البلاد تابعة لحكم الفاطميين في مصر ولا تزال قلعة المعز الفاطمي قائمة في مدخل صيدا.

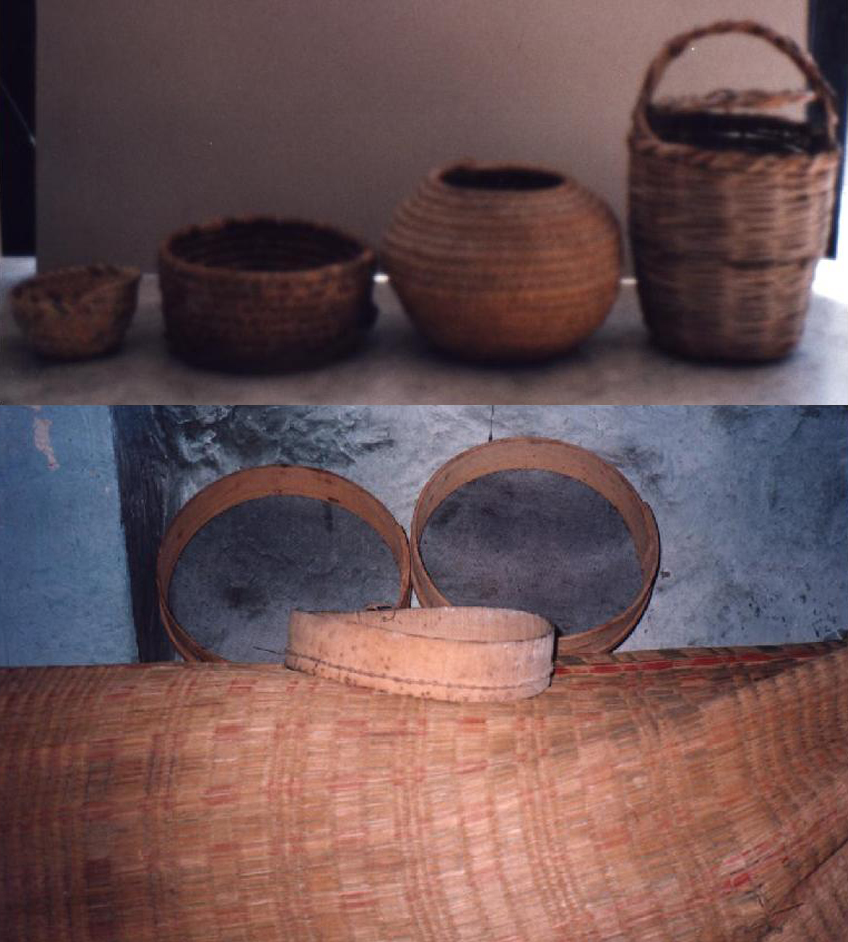
سلال القش، المنخل والغربال

وقد تكون بلدة عبّا هي امتدادا «للعرايس»، وقد تكون من جملة الأماكن التي كانت مصيفا لأهل الساحل على امتداد 15 كلم من ساحل البحر حتى أنه قيل أن الاسكندر عند حضوره لصور : أقام مصيفه في بلدة جويا.
وبلدة عبا أقرب للساحل منها للجبل فارتفاعها عن سطح البحر ما بين 250-300 م. واعتدال مناخها يعود لتعرجات وديانها وعلو تلالها وهضابها وانسحابها في عمق يمتد إلى البحر مرورا بوديان قلعة ميس والزرارية وأنصار.

### النقوش
وحديثنا عن عبّا محصور بالآثار والنقوش والكتابات التي بين الأبنية وخاصة الأبيات الشعرية للشيخ إبراهيم الحريري على عتبة دار خليل أبو دلة عام 1863 م:
لولا هذا التأريخ وهذا الشيخ ما عرف تاريخ هذه البلدة.

### أحياء عبا القديمة
وعبا القديمة في اعالي الهضبة ابتداءً من الساحة العامة لها أربع مداخل يتوسطها التنور وساحته.
أشهر أحيائها وحاراتها
| - حارة البركة - حارة عين الفوقا - حي الجامع - حي القلعة - قلعة الصعبة - حارة آل هارون - حارة كرم دقماق - حي البيدر - حي الزحزلون - حي السلم | - حي وادي السيد - حي المحاطة - حي رأس الدوري - حي النبية - حي بيدر زيدان - حي عين الفوقا - حي عين جواد - حي المناشر - حارة التنور |

وحيّ التنور أو ساحة التنور : تواجدت فيه النساء المسنات نظير : الحاجة سكيبة من آل هارون : كانت دائمًا تبكي على زوجها وأولادها بسفر برلك وبيتها قبو، الحاجة ياسمين من آل حمود، والحاجة سلمى أخت علي حسين وأم مهدي عقيل، سعدى سبيتي شقيقة الحاج مرعي وأم عقيل زردخان.

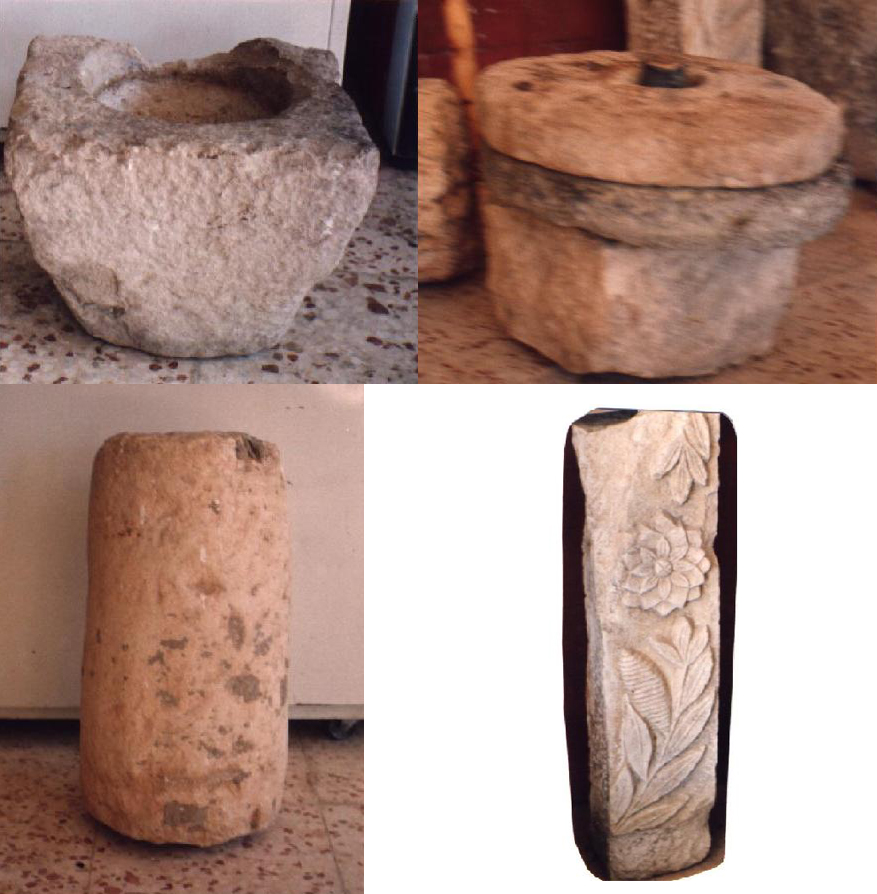
جاروشة، عتبة باب الدار، جرن ومحدلة

كما يوجد في هذه الساحة منزل باسم : منزل العسكري.

### الطرقات القديمة في البلدة
قديما كانت الطريق السالكة للنبطية هي طريق «إجر» عبا ـ قلعة الصعبة ـ الزغرين ـ حاروف.
وعام 1949 م شقت الطريق من جبشيت إلى عبا وأصبحت الطريق العام : حاروف ـ جبشيت ـ عبا
ووصلت أول سيارة إلى عبا : سيارة فورد لصاحبها الشوفير أحمد خليل عبدو حرب من جبشيت وتلاها سيارة موسى كركي من حاروف.
الطريق المذكورة نفذت بواسطة السيد توفيق ترحيني (أبو شريف) وعلى عهد الزعيم أحمد بك الأسعد وزير الأشغال العامة عام 1949 م.

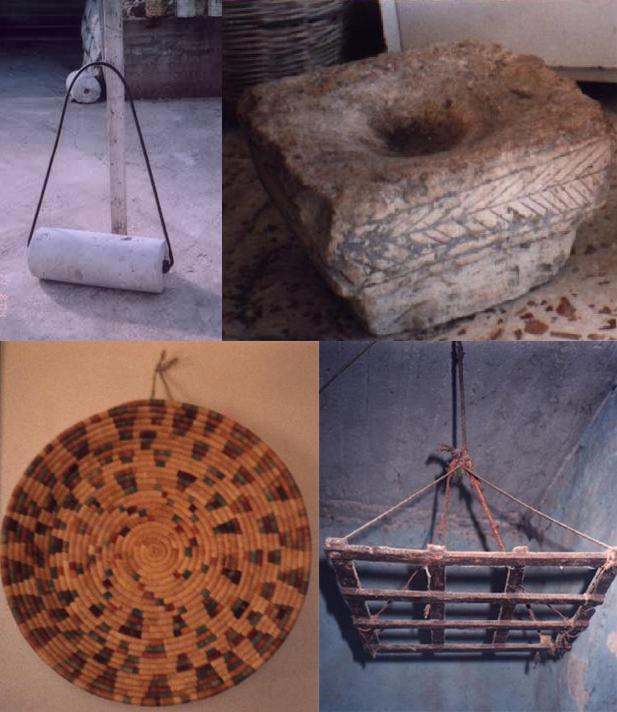
محدلة، جرن، كبك وسدر قش

أما في الوقت الراهن وللوصول إليها عن طريق النبطية، عليك سلوك طريق زبدين، حاروف، جبشيت.
وتتفرع من داخلها الطرق الرئيسية :
1. عبا - الدوير
2. عبا -الزرارية
3. عبا - انصار
4. عبا - القصيبة
5. عبا - عدشيت
6. عبا - حاروف
7. عبا - بريقع
8. وعدد من الطرقات الزراعية شائكة.

## معرض الصور

عبّــا
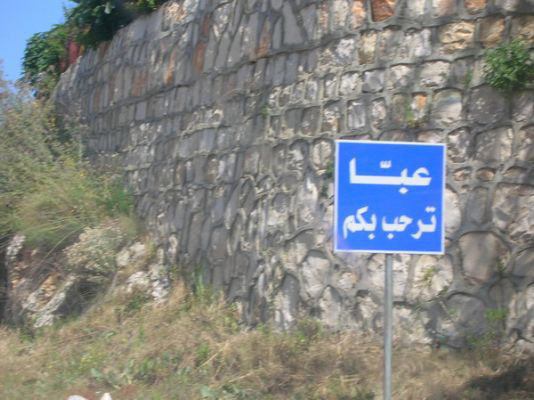
مدخل بلدة عبا من جهة جبشيت
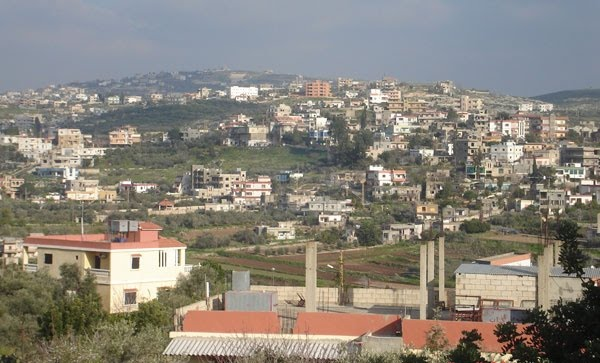
نظرة عامة
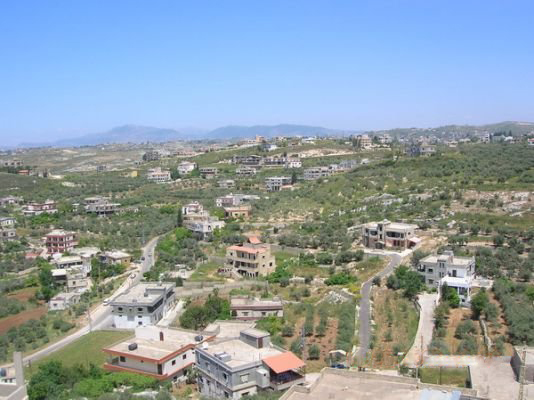
منظر عام للبلدة
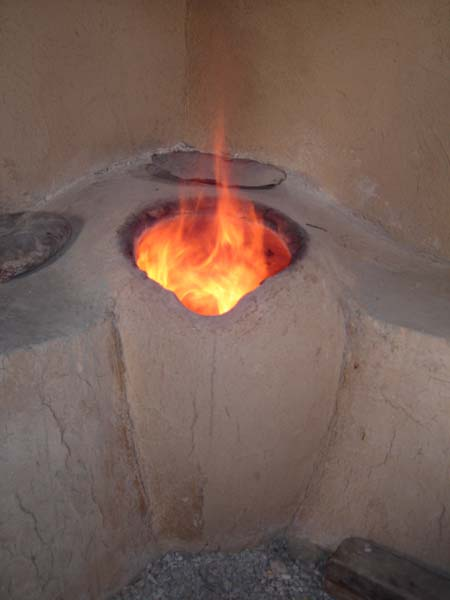
تنور للخبز في البلدة
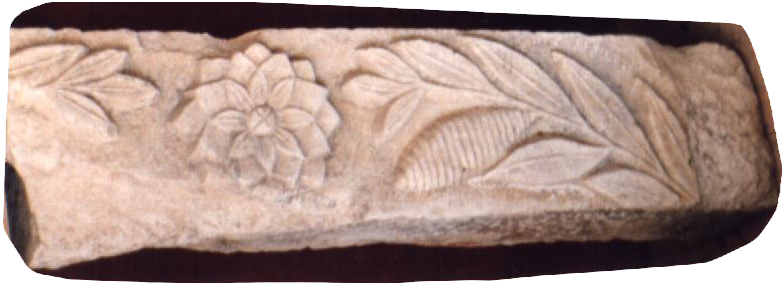
نقوش على عتبة باب الدار
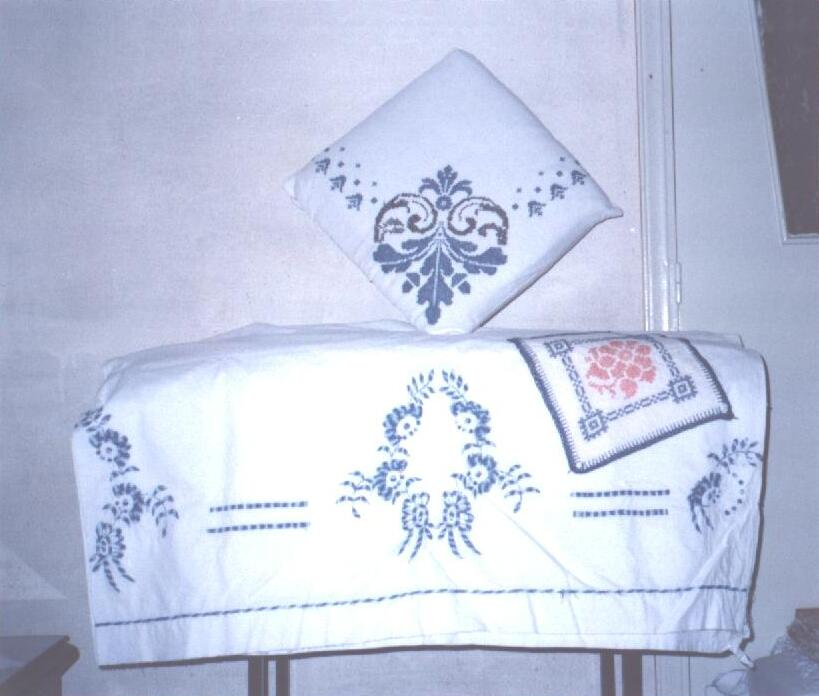
جهاز عروس قديم (فرش غرفة النوم)
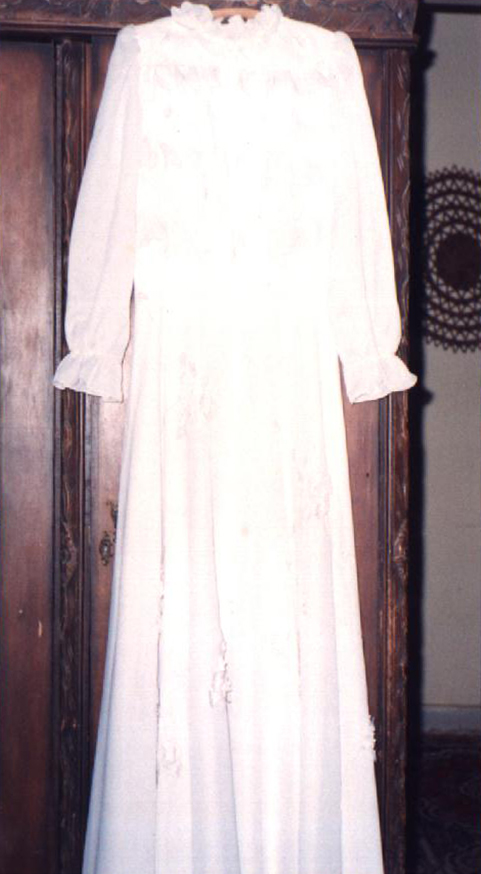
فستان عرس قديم
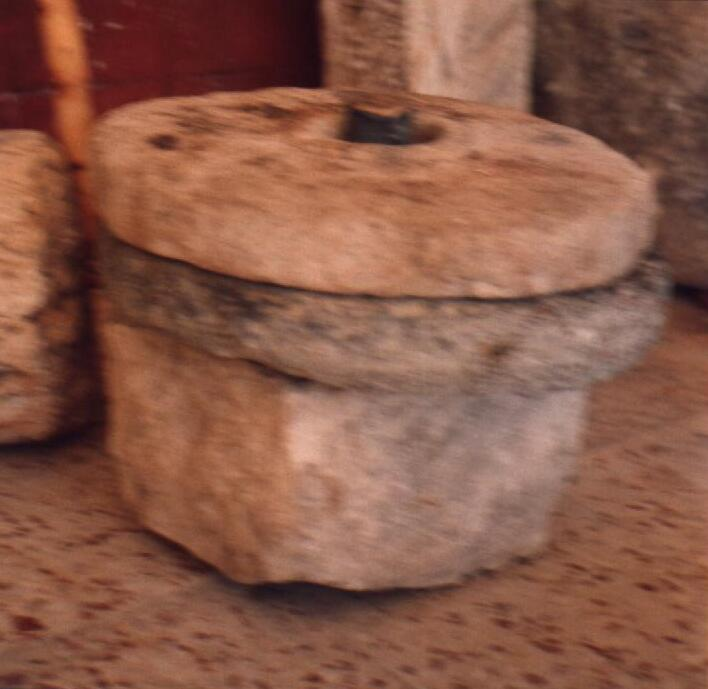
جاروشة حبوب من الحجر الصخري
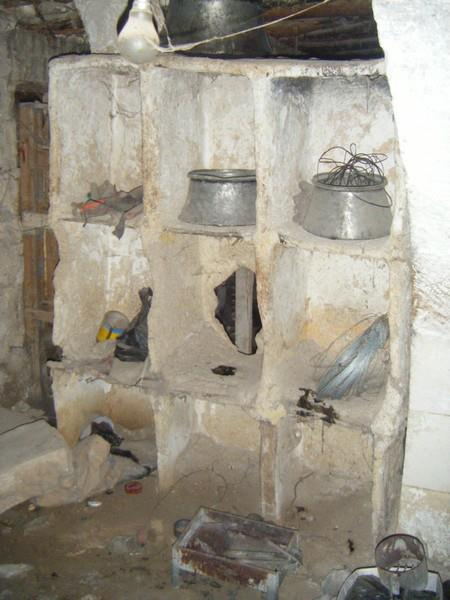
الكواير
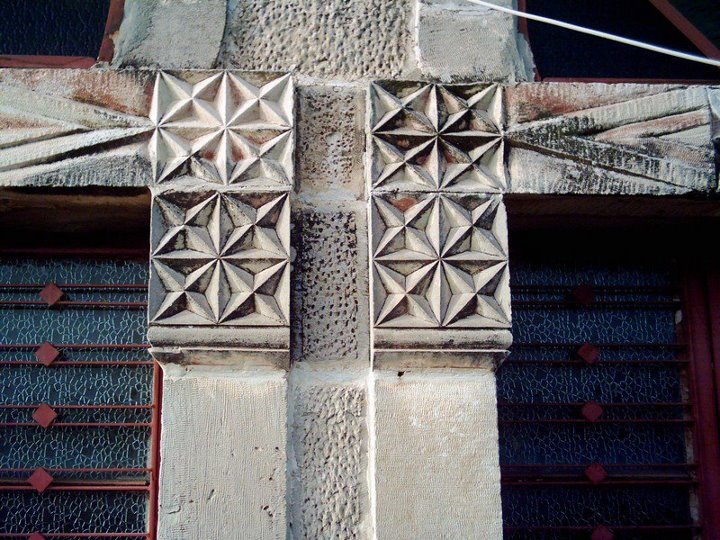
نقوش على مدخل أحد البيوت القديمة
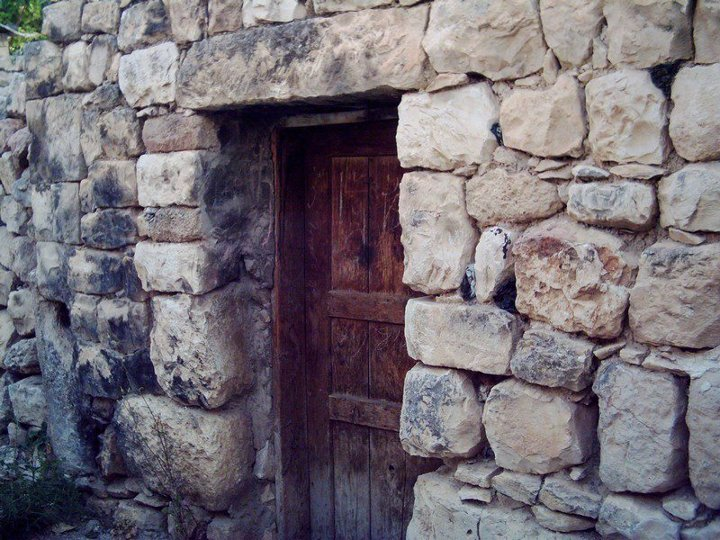
أحد جدران البيوت القديمة
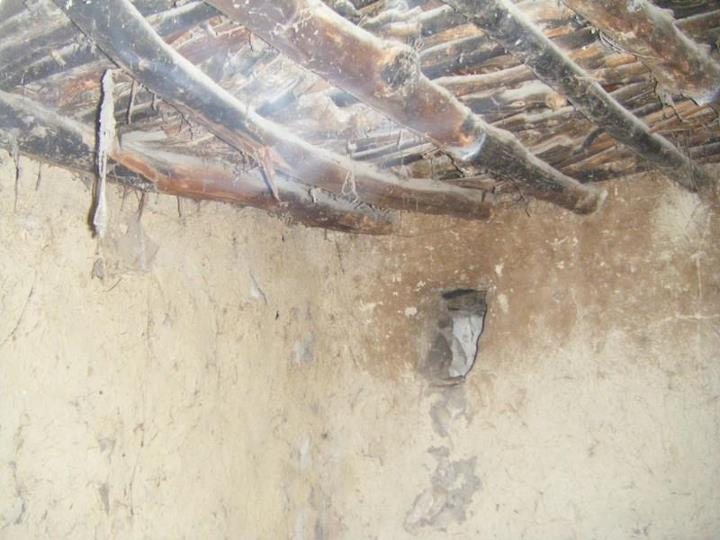
سقف بيت قديم

## وصلات خارجية
- موقع البلدة على الأنترنت
- معلومات عن البلدة على «لوكاليبان»
- موقع المكتبة العامة على الأنترنت